# Vlaanderen 2002 (wielerploeg)/1994
Deze pagina geeft een overzicht van de wielerploeg Vlaanderen 2002 in 1994.
| Naam                       | Geboortedatum | Nationaliteit | Ploeg 1993                |
| -------------------------- | ------------- | ------------- | ------------------------- |
| Franky de Buyst            | 22 juli 1967  | België        | Beloften                  |
| Johan Devos                | 10-05-1966    | België        | La William - Duvel        |
| Danny Dierckx              | 30-08-1968    | België        | Beloften                  |
| Wim Feys                   | 16-12-1971    | België        | Collstrop - Assur Carpets |
| Bart Leysen                | 10-02-1969    | België        | Lotto-Caloi               |
| Mario Liboton              | 24-03-1969    | België        | /                         |
| Jan Nevens                 | 26-08-1958    | België        | Lotto-Caloi               |
| Marc Patry                 | 26-09-1969    | België        | La William - Duvel        |
| Jan Poppe                  | 11-08-1970    | België        | Beloften                  |
| Peter Roes                 | 04-05-1964    | België        | Lotto-Caloi               |
| Tom Steels                 | 02-09-1971    | België        | Beloften                  |
| Gert van Brabant           | 17-07-1968    | België        | Collstrop - Assur Carpets |
| Paul van Hyfte             | 19-01-1972    | België        | Beloften                  |
| Geert Verheyen             | 10-03-1973    | België        | Beloften                  |
| Wim Vervoort               | 03-09-1969    | België        | /                         |
| Stagiairs                  |               |               |                           |
| Kris Gerits (stagiair)     | 27-09-1971    | België        |                           |
| Andy Missotten (stagiair)  | 04-10-1971    | België        |                           |
| Steven Van Aken (stagiair) | 15-11-1971    | België        |                           |

## Overwinningen
Ronde van de Toekomst
10e etappe: Tom Steels
1994 · 1995 · 1996 · 1997 · 1998 · 1999 · 2000 · 2001 · 2002 · 2003 · 2004 · 2005 · 2006 · 2007 · 2008 · 2009 · 2010 · 2011 · 2012 · 2013 · 2014 · 2015 · 2016 · 2017· 2018· 2019 · 2020 · 2021 · 2022 · 2023 · 2024 · 2025